# КТМ/КТП-2
КТМ/КТП-2 — радянський моторний та причіпний двовісний трамвай з суцільнометалевим кузовом. Призначений для спільної експлуатації з КТМ-2. КТМ/КТП-2 являли собою подальший розвиток трамваїв КТМ/КТП-1. Дослідні зразки були виготовлені в 1957 році, а серійне виробництво велося з 1958 по 1969 роки, до початку серійного випуску вагонів моделі КТМ-5. Загалом було збудовано близько трьох тисяч поїздів. КТМ/КТП-2 односторонні та призначені для роботи на нетупикових лініях. Їх зовнішній вигляд значно простіше порівняно з КТМ/КТП-1, а саме вони є прямокутною коробкою з трохи скошеними краями.
У коронній фразі гумориста Михайло Жванецького «…їдьте в Аркадію на старенькому п'ятенькому трамвайчику…», маються на увазі саме КТМ/КТП2, які працювали на 5-му маршруті в Одесі, тоді як у багатьох інших були вже трамваї новіші.

## Передумови до створення
Бурхливе зростання промисловості СРСР у середині 1950-х років зажадав докорінного перегляду транспортного забезпечення міст. Працівників великих підприємств (з кількістю працівників від 5000 чоловік і вище) вже неможливо було розселити у компактних призаводських селищах. Потрібно було організувати доставку до місця роботи співробітників, які проживають у різних частинах міста. У 50-х роках така транспортна задача могла бути вирішена тільки трамваєм, оскільки автобуси і тролейбуси тих років могли забезпечити пасажиропотік на лініях близько 8 тисяч осіб на годину, а трамвай — близько 18 тисяч осіб на годину. У зв'язку з цим наприкінці 50-х років почалося будівництво нових трамвайних систем у ряді міст СРСР — Красноярськ]е, Ангарск]е, Бійськ, Комсомольську-на-Амурі. У 1957 році промисловість СРСР серійно випускала трамвайні поїзди КТМ/КТП-1, вагони МТВ-82, ЛМ-49, які до зазначеного часу вже морально застаріли: були тихохідними, гальмівна система не забезпечувала безпеку при збільшеній щільності руху. У зв'язку з цим у СРСР активно велася розробка нових типів трамвайних вагонів: на Ризькому вагонобудівному заводі — РВЗ-6, на Ленінградському ВАРЗі — ЛМ-57 . Ці вагони мали отримати непряму реостатно-контакторну систему управління (ЛМ-57 її не отримав), магниторельсовые гальма, подгумовані колеса, полегшений кузов. Зазначені технічні рішення дозволяли збільшити пускове прискорення вагонів з 0,75 м/с² до 1,5 м/с², гальмівні уповільнення — з 1 м/с² до 3 м/с² і максимальну швидкість з 40 км/год до .
На Усть-Катавському вагонобудівному заводі також розпочали розробку нової моделі трамвая, що відповідає зазначеним вище вимогам. Одночасно велася робота над двовісним трамваєм та над чотиривісним. 1957 року був готовий проект, а 1958 року — дослідний зразок поїзда з двовісних вагонів КТМ/КТП-2.

## Опис конструкції
Вагони КТМ/КТП-2 за основними розмірами та компонуванням були аналогічні попередникам КТМ/КТП-1, але суттєво відрізнялися від них за технічними характеристиками та конструктивним рішенням ряду вузлів.

### Кузов
Вагони КТМ/КТП-2 мали несучий кузов зі сталевим остовом, обшитим сталевими листами. Дах вагонів виготовлявся зі склопластику. Кузов мав досить просту форму.
Двері ширмового типу з пневматичним приводом розташовувалися в передньому та задньому звисі кузова. Управління відкриттям та закриттям дверей здійснювалося за допомогою пневматичних кранів, один з яких був розташований у кабіні у водія, а інший у причіпному вагоні у кондуктора. Управління дверима моторного та причіпного вагонів було зблоковано.
Зсередини кузов оброблявся фанерою та покривався лаком. На відміну від КТМ/КТП-1, сидіння у вагонах КТМ/КТП-2 були м'якими. Пасажири сиділи обличчям уперед.
Кузов освітлювався світильниками з лампами розжарювання.
Порівняно з КТМ/КТП-1 новинкою було опалення та примусова вентиляція салону моторного вагона. Для цього під підлогою кузова був змонтований вентилятор, який забирав повітря з каналу, розташованого в стелі салону і направляв повітря в коробку з пуско-гальмівними реостатами. Проходячи через реостати повітря нагрівалося і знову викидалося в салон через канал, розташований у підлозі. Влітку нагріте повітря викидалося під вагон. Для опалення салону на зупинках та довгих перегонах у коробці пуско-гальмівних опорів була змонтована електрична піч, потужність якої поступово змінювалася від 1,5 кВт до 4,5 кВт спеціальним перемикачем, розташованим у кабіні водія.
На перших трамваях КТМ/КТП-2 причіпний вагон не опалювався, але згодом для опалення причіпного вагона встановили 10 електричних печей сумарною потужністю 7 кВт. Аналогічні печі одержав і моторний вагон.

### Ходова частина
Вагони КТМ/КТП-2 не мали візків. Колісні пари підвішувалися на напівеліптичних ресорах безпосередньо до рами кузова.
Порівняно з КТМ/КТП-1 ходова частина зазнала істотних змін. По-перше, були застосовані підгумовані колеса, а не жорсткі, як у КТМ/КТП-1 та інших старих вагонів. По-друге, застосовані букси з роликовими підшипниками (на КТМ/КТП-1 — підшипники ковзання). Ці нововведення дозволили знизити шум, створюваний вагонами та збільшити міжремонтний інтервал ходової частини.
Привід кожної з Колісна пара колісних пар здійснювався від свого двигуна, який підвішувався до рами кузова, причому вісь обертання двигуна розташовувалася поздовжньо. Передача крутного моменту від двигуна до колісної пари здійснювалася за допомогою Карданна передача карданного валу (від автомобіля МАЗ-200) і двоступінчастого редуктора, закріпленого осі колісної пари. Перший ступінь редуктора — конічний, другий — циліндричний.

### Пневматичне обладнання
Вагони КТМ/КТП-2 мали великий набір пневматичного обладнання: привід гальм, привод дверей, привод пісочниць, привід запобіжної сітки та склоочисника. Крім того, стиснене повітря використовувалося для подачі звукових сигналів, причому останні подавалися не дзвінком з пневмовібратором, як у більшості вагонів, а тифоном, що давав солідний басовий звук (як у тепловоза). Дзвінок у КТМ-2 теж був, але мав лише ножний привід.
Для подачі стисненого повітря на моторному вагоні було встановлено мотор-компресор Е-300. Повітря запасалося у двох резервуарах. У системі були запобіжний клапан і реле тиску, що автоматично відключає мотор-компресор при підвищенні тиску в резервуарі до робочого значення і включає його при зниженні тиску.
Управління пневматичним обладнанням здійснювалося водієм за допомогою трьох кранів: гальмівного, дверного та крана склоочисника.

### Електричне обладнання
Вагон КТМ-2 отримує енергію від контактної мережі з напругою 600В за допомогою бугельного струмоприймача. Другим провідником у ланцюгу «тягова підстанція — трамвайний вагон» є рейковий шлях. Для придушення іскріння, що створює перешкоди радіоприйманню, КТМ-2 оснащений радіореактором, який встановлено на даху вагона за струмоприймачем.
Вагон КТМ-2 обладнаний безпосередньою системою управління тяговими двигунами, вагон КТП-2 електротягового обладнання не має.
Електрична силова частина вагона КТМ-2 включає тягові двигуни, пускогальмові опори, контролер безпосередньої системи управління, автомат захисту, електропневматичний контактор безпеки.
Тягові електродвигуни типу ДК-254Б (два), виконані на номінальну напругу 600В, послідовного збудження з незалежними обмотками підмагнічування головних полюсів. Підмагнічування потрібне для службового реостатного гальмування. На вагонах КТМ-1 двигуни не мали підмагнічування і реостатне гальмування не могло використовуватися як службове.
Контролер кулачковий МТ-30, має 21 пускову позицію та 12 гальмівних. Пуск вагона вироблявся на позиціях з 1 по 10 із введеними реостатами при послідовному з'єднанні двигунів. 11-а позиція ходова — безреостатна при послідовному з'єднанні двигунів і повному збудженні. Після 11-ї позиції слідують три перехідні позиції П1, П2, П3, на яких здійснюється перемикання з'єднання двигунів з послідовного на паралельне шляхом замикання одного з двигунів. Далі йдуть позиції 12-16 при паралельному з'єднанні з поступовим виводом реостатів і нарешті — 17-я — безреостатна при паралельному з'єднанні двигунів і ослабленому збудженні. Послаблення збудження досягалося зміною напряму струму у незалежних обмотках підмагнічування. Така схема послаблення збудження дозволяє забезпечити хорошу пристосованість тягових двигунів до навантаження. При малому навантаженні струм в ланцюзі якорів і, отже, основних серієсних обмоток збудження малий. Розмагнічуючий вплив незалежної обмотки збудження велике. В результаті збудження двигуна ослаблене і вагон розвиває найбільшу швидкість. При збільшенні навантаження струм в ланцюзі серієсних обмоток зростає, їх магнітне поле багаторазово перевершує дію додаткової обмотки, що розмагнічує. Внаслідок цього сила тяги двигуна зростає. Такий тип ослаблення збудження називається протикомпаундним.
При гальмуванні контролер формує відключений від контактної мережі ланцюг, до якого входять перехресно з'єднані тягові двигуни і пуско-гальмівні опори. При цьому обмотки підмагнічування одержують живлення від контактної мережі. Наявність незалежних обмоток підмагнічування забезпечує швидке (з затримкою не більше 0,75 секунди) самозбудження двигунів, що працюють у генераторному режимі, що дозволяє використовувати реостатне гальмування як службове зниження швидкості аж до 2-3 км/год. На вагонах старих типів (включаючи КТМ-1, ЛМ-49, МТВ-82), де двигуни не мали незалежного підмагнічування, їхнє самозбудження в генераторному режимі відбувалося лише на швидкості вище 10 км/год і із суттєвою затримкою — від 2 до 3 секунд . Тому реостатне гальмування не могло бути використане як службове.
Для гальмування причіпного вагона (при роботі реостатного гальма на моторному) використовувався соленоїд, що керував гальмовими колодками. Соленоїд живиться струмом реостатного гальмування спеціальним кабелем, що з'єднує вагони. Застосування соленоїда виявилося неефективним. Нелінійна залежність сили тяги соленоїда від струму не дозволяла вирівнювати гальмівні моменти моторного та причіпного вагонів. Крім того, при перегоранні обмотки соленоїда на моторному вагоні зникало реостатне гальмування, тому від застосування соленоїда незабаром відмовилися.
Наявність великої кількості пускових позицій у контролера дозволяло забезпечити плавний (без ривків) розгін з підвищеним прискоренням до 1,2 м/с2. У вагонів КТМ-1 (з контролером МТ-22, який мав лише 7 реостатних позицій, максимальне прискорення становило лише 0,75 м/с2).
Реверсування вагона здійснювалося зміною напряму струму ланцюга якорів тягових двигунів. Для цього контролер мав реверсивний барабан, що приводиться в дію знімною рукояткою. За допомогою реверсивного барабана здійснювалося відключення несправного двигуна. Контролер мав механізм блокування валів, що не дозволяє повертати головний вал при нульовому положенні реверсивного барабана та реверсивний барабан при ненульовій позиції головного валу. Механізм блокування також не дозволяв повертати головний вал далі 13-ї ходової позиції та на гальмівні позиції при відключенні несправного двигуна.
Допоміжне електричне обладнання вагона включало мотор-компресор, ланцюги освітлення, ланцюги опалення і ланцюги дзвінкової сигналізації. Управління допоміжними ланцюгами було зосереджено на спеціальному щиті у кабіні водія. Кнопки дзвінкової сигналізації були встановлені біля дверей та місця кондуктора.
Захист допоміжних ланцюгів здійснювався плавкими запобіжниками.
Для захисту від грозових перенапруг вагони перших випусків оснащувалися роговими розрядниками, а останніх — вілітовими.
Освітлення салону здійснювалося лампами розжарювання, з'єднаними послідовно.
Вагони були обладнані гучномовним пристроєм для інформування пасажирів про зупинки. Оскільки низьковольтної підсистеми вагони не мали, для живлення гучномовця використовувалися сухі батареї. Одного комплекту батарей вистачало на 2 зміни. Для аварійного освітлення кабіни водія використовувався батарейний ліхтар.

### Гальма
Вагони КТМ/КТП-2 мали три гальмівні системи: електродинамічну реостатну, колодково-дискову з пневматичним та ручним приводом, магніторельсову.
Для гальмування вагона після виснаження реостатного гальмування використовується колодково-дискове гальмо. Гальмівний вентильований диск насаджений на вісь кожної колісної пари. До диску притискаються колодки. Привід колодок здійснюється від пневматичної системи (а на причіпному вагоні ще й соленоїдом), так і від штурвальної колонки.
Пневматичний гальмо мав подвійне управління: пряме неавтоматичне від крана водія та автоматичне. Автоматичне гальмування спрацьовувало у таких випадках: при виснаженні або невключенні реостатного гальмування (для цього електричний ланцюг було включено електропневматичне реле), якщо рукоятка контролера була встановлена на одну з гальмівних позицій; при розриві поїзда, зриві стоп-крана або відпусканні водієм педалі безпеки. При розриві поїзда, зриві стоп-крана або відпусканні педалі безпеки електропневматичний контактор відключав від контактної мережі тягові двигуни і включав гальмівні магніторельсові. Для гальмування причіпного вагона під час розриву поїзда використовувався спеціальний аварійний резервуар.
Нововведенням у порівнянні з вагонами КТМ/КТП-1 стало застосування магніторельсового гальма як на моторному, так і на причіпному вагоні. Магніторельсові гальма отримували живлення від контактної мережі через реостати при екстреному гальмуванні, так і від тягових двигунів, що працюють в режимі генератора, при службовому гальмуванні. Включення магніторельсових гальм здійснювалося електропневматичним контактором при розриві поїзда (на причіпному вагоні через відсутність джерела електроживлення магніторельсові гальма при розриві не включалися), зрив стоп-крана, відпускання педалі безпеки, а також при встановленні крана водія в положення екстреного . Магніторельсові гальма могли бути включені водієм для службового гальмування за допомогою перемикача ножа. Для контролю цілісності ланцюга магніторельсових гальм через них постійно протікав невеликий струм (через опір), контрольований амперметром. Магніторельсові гальма з'явилися на вагонах не одразу. Дослідні та перші серійні зразки вагонів їх не мали.
Одночасна дія всіх трьох гальмівних систем забезпечувала уповільнення 3 м/с².

## Оцінка проекту
Вагони КТМ/КТП-2 заслуговують на неоднозначну оцінку.
З одного боку безнадійно застарілі вже на початку 50-х років двовісна схема та безпосередня система управління зумовлювали ряд недоліків:
- КТМ/КТП-2 сильно рипіли на поворотах (цей недолік успадкували вагони Tatra T3), що змінили його;
- була сильною поздовжня хитавиця;
- Управління вагоном вимагало чималих зусиль і точно вивірених дій з боку водія.

З іншого боку, у вагонах були застосовані нові технічні рішення:
- багатопозиційний контролер;
- Двигуни з обмотками підмагнічування;
- магніторельсові гальма;
- підгумовані колеса.

Порівняно з КТМ/КТП-1 КТМ/КТП-2 відрізнялися:
- меншим шумом, створюваним ходовою частиною вагона;
- більшими швидкістю і прискоренням;
- опаленням салону;
- меншим рівнем радіоперешкод.

Але основні недоліки вагонів КТМ/КТП-1 таки залишилися:
- сильно шумів компресор;
- Планування салону було незручним.

Крім того, розташування органів керування в кабіні водія, порівняно з КТМ-1, стало незручним. Контролер МТ-30 був значно вищим за контролери ДК-4, МТ-22 або МТ-1, що застосовуються на вагонах КТМ-1, що робило практично неможливим керування вагоном сидячи, особливо низькорослим водіям. Ручка контролера була дуже туга через велику кількість контактів. Ручка гальмівного крана упиралася у живіт (або груди) водія.
За експлуатаційними якостями вагони КТМ/КТП-2 перевершували старі довоєнні і перші післявоєнні вагони, але суттєво програвали новим вагонам ЛМ-57, РВЗ-6 і чехословацьким Татрам Т3, що почали надходити в СРСР. Проте цих вагонів було недостатньо, більшість трамвайних господарств було неможливо експлуатувати конструктивно складні вагони. Тому КТМ/КТП-2 набули поширення в багатьох електротранспортних господарствах СРСР.
Пасажири не любили ці вагони за низький рівень комфорту, водії за незручне робоче місце, а ремонтники за ускладнену в порівнянні зі старими вагонами конструкцію.
Наприкінці 1950-х років у СРСР почався випуск незграбних шаф і сервантів, і КТМ-2, також незграбний, досить швидко отримав прізвисько «шафа» або «сервант».

## Серійний випуск
У 1958 році було збудовано перший дослідний вагон, а з 1960 року почалося серійне виробництво, яке тривало до 1969 року. Усього було випущено понад 3500 поїздів КТМ-2/КТП-2. Списання трамвайних поїздів КТМ-2/КТП-2 почалося в 1970-х роках: так, в Іжевський трамвай Іжевську і Самаркандський трамвай Самарканде вони були виведені з експлуатації ще в 1973 рік у. Причому в Самарканді було ліквідовано і трамвайний рух взагалі. У деяких містах вони, навпаки, пропрацювали до другої половини 1980-х років, наприклад у Дніпропетровську — до 1985 року, Одесі — до 1987 року.

## Поширення
КТМ/КТП-2 працювали в багатьох містах, тому простіше вказати трамвайні мережі, де цих трамваїв не було. В УРСР це була Київська трамвайна мережа. У РСФСР цими мережами були Златоустівська, Коломенська, Копейська, Курська, Ленінградська, Ногінська, Рязанська, Смоленська, Свердловська, Ульяновська, Ярославські.
Ці вагони не були улюблені через низку недоліків, таких як: сумнівна рама, яка виготовлялася з гнутого профілю, а не з швелера, невелика швидкість руху, мала місткість салону, сильний гуркіт компресора, масло, що виливається з редуктора на шляху, скрип на поворотах, шипіння гальм і пневмосистеми.
Але оскільки обсяги виробництва ризьких трамваїв РВЗ-6 та імпорту чехословацьких трамваїв «Tatra» не дозволяли працювати їм одночасно у всіх радянських містах з трамвайним рухом, вибору не було. У небагатьох містах (як у Києві, Ленінграді) були власні трамвайні заводи, які обслуговували саме місто. Тому КТМ/КТП-2 набули такого широкого поширення.

## Збережені екземпляри
В даний час збереглося 3 вагони даної моделі:
- в Прокоп'євську, встановлений як пам'ятник у трамвайного депо № 1[8];
- в Ростові-на-Дону, службовий вагон енергослужби[9];
- в Темиртау, відреставрований у 2009 році, в 2018 році встановлений як пам'ятник у парку на проспекті Республіки[10] .